# 簡佩堅
簡佩堅（英語：Margaret Kan Pui Kin，1980年2月19日—），香港女藝人，2000年香港小姐競選亞軍。

## 簡歷
2000年簡佩堅以海外佳麗身份參加香港小姐競選，最終奪得該年競選亞军，競選结果揭晓时，亚军简佩坚与季军刘嘉慧被视为大爆冷，现场一片嘘声。亚军简佩坚表示没听到嘘声，她坚信自己当选定有原因。
2000年9月初签約無綫電視，成為無綫電視經理人合約女藝員。与无线的一年合约期满後退出娱乐圈，返回多倫多繼續大學學業。后来又到上海讀MBA，在中国大陆一家企業做市場管理（銷售代表）。截至2020年，定居加拿大，與丈夫開設企业咨询公司，及经销室內香薰生意。
Margaret的丈夫是歐亞混血儿，二人育有一女。